# (10529) Giessenburg
(10529) Giessenburg est un astéroïde de la ceinture principale.

## Description
(10529) Giessenburg est un astéroïde de la ceinture principale. Il fut découvert le 16 novembre 1990 à La Silla par Eric Walter Elst. Il présente une orbite caractérisée par un demi-grand axe de 2,25 UA, une excentricité de 0,20 et une inclinaison de 3,7° par rapport à l'écliptique.

## Compléments